# 意匠図
意匠図（いしょうず）は、建築用語・不動産用語で、建物全体の形態や、間取りなどの意匠（デザイン）・仕様を伝える図面のこと。すなわち意匠設計されて作成された図面。建築では、多くの場合、建物の間取りや外観の設計などを意味する。設計図書のうち、「構造設計図」「設備設計図」以外の図面全般を指す。意匠図面。

## 分類
意匠図は、主に次の種類に分けられる。上から見たものとして、配置図、平面図、屋根伏図などがあり、横から見たものとして、立面図、断面図、展開図などがある。意匠図に分類される図面の中でも、「平面図（建築物を上から見た図面で、建築物の柱や壁、部屋の配置などを表す。）」「立面図（建築物を東西南北からみた図面。建築物の外観を表す。）」「断面図（建築物を鉛直に切ったときの断面を示した図面。）」などは特に重要である。
- 案内図、全体配置図
- 部分配置図
- 求積図
- 平均地盤算定図
- 耐火リスト
- 仕上表
- 平面図（各階）
- 屋根伏図（屋根平面図）
- 立面図
- 断面図
- 矩計図
- 階段詳細図
- 平面詳細図
- 展開図
- 天井伏図
- 建具表
- 雑詳細図
- サイン図

## 関連語
- 構造図（建物の構造に関する図面）
- 設備図（建物の設備に関する図面。電気配線、水道、ガス、冷暖房などの配管・配線図。）
- 承認図（特注製品を計画し作るにあたってその基礎となり[6]、請負者・製作者から設計者・監理者に承認を要求する図面。および顧客側が承認した図面[7][8]。）